# Голубев, Яков Андреевич
Голубев Яков Андреевич (30 декабря 1913, село Веляшковичи, Витебская губерния — 19 мая 1973, Ленинград, СССР) — российский советский живописец, пейзажист, член Ленинградского Союза художников.

## Биография
Голубев Яков Андреевич родился 30 декабря 1913 года в белорусском селе Веляшковичи Витебской губернии (ныне Лиозненский район Витебская область). С 1926 года жил в Ленинграде. После окончания школы работал на заводе, одновременно занимался в кружке живописи при клубе завода «Красный путиловец». В 1934 году поступил в подготовительные классы института живописи, скульптуры и архитектуры ВАХ. В 1936—1941 учился на живописном факультете института у А. А. Рылова, М. Ф. Фёдорова. С 1937 года участвовал в выставках, экспонируя свои работы вместе с произведениями ведущих мастеров изобразительного искусства Ленинграда. Закончить институт помешала война. С 1941 года Голубев в Красной Армии. Участвовал в обороне Ленинграда. Дважды был тяжело ранен.
После демобилизации с 1947 года работал в Ленизо. В том же году был принят в члены Ленинградского Союза советских художников. Получил известность и признание как мастер лирического пейзажа. Автор картин «Спокойный день» (1951), «Авдиво» (1953), «Распогоживается» (1954), «Калитка» (1955), «У Белого моря», «Малая сопка» (обе 1956), «Нюд-гора», «Домик Ленина в Красноярске», «Начало марта» (все 1957), «Окраина Белозерска» (1958), «Красноярские столбы» (1960), «Весна на Кольском полуострове» (1961), «Лесные цветы», «Зимнее кружево» (обе 1962), «Поздняя осень» (1963), «Голубая вода» (1965), «Весенняя трава», «Весенний мотив» (обе 1968), «Ивы цветут», «Затон», «Ручей» (все 1969), «Берёзовая поросль», «Заснеженные берега» (обе 1972).
Скончался 19 мая 1973 года в Ленинграде на 60-м году жизни. 
Произведения Я. А. Голубева находятся в музеях и частных собраниях России, Японии, Италии, Германии, Франции, Литвы. Известны живописные и графические портреты Я. А. Голубева, исполненные в разные годы ленинградскими художниками, в том числе О. Л. Ломакиным.

## Выставки
- 1951 год (Ленинград): Выставка произведений ленинградских художников.
- 1954 год (Ленинград): Весенняя выставка произведений ленинградских художников.
- 1955 год (Ленинград): "Весенняя выставка произведений ленинградских художников".
- 1956 год (Ленинград): Осенняя выставка произведений ленинградских художников.
- 1957 год (Ленинград): 1917 - 1957. Выставка произведений ленинградских художников.
- 1958 год (Ленинград): Осенняя выставка произведений ленинградских художников.
- 1960 год (Ленинград): Выставка произведений ленинградских художников 1960 года.
- 1960 год (Ленинград): Выставка произведений ленинградских художников.
- 1960 год (Москва): Советская Россия. Республиканская художественная выставка.
- 1961 год (Ленинград): «Выставка произведений ленинградских художников» открылась в залах Государственного Русского музея .
- 1962 год (Ленинград): "Осенняя выставка произведений ленинградских художников".
- 1964 год (Ленинград): Ленинград. Зональная выставка.
- 1965 год (Ленинград): Весенняя выставка произведений ленинградских художников.
- 1968 год (Ленинград): Осенняя выставка произведений ленинградских художников.
- 1969 год (Ленинград): Весенняя выставка произведений ленинградских художников.
- 1972 год (Ленинград): По Родной стране. Выставка произведений ленинградских художников.
- 1974 год (Ленинград): Весенняя выставка произведений ленинградских художников.
- 1976 год (Москва): Изобразительное искусство Ленинграда.